# 楚拉拉克斯·卡夫龍安
楚拉拉克斯·卡夫龍安（1966年—）是臺灣企業家，排灣家族企業集團創辦人，出生於臺東縣金峰鄉歷坵部落（Rudrakes），為排灣族人。1992年從高雄高級美髮沙龍店起家，之後積極拓展海外市場，最終在斐濟創造了一個美容美髮王國，事業版圖橫跨南太平洋各國。

## 早年
楚拉拉克斯出生於台東縣金峰鄉歷坵部落，名字「楚拉拉克斯」是雷光、雷雨、雷聲和呼喚之意。祖母為排灣族女巫。
高中時因為家貧，繳不起學費，16歲就跑到台北學習美髮技術，不到20歲就成為專業美髮講師，後來因為家鄉土地被大量財團開發，家裡經濟又生變，家族世代守護的祖靈地被財團併購，當時祖母要他跪在那個土地上發誓，要把土地買回來，否則就長跪不起。